# 柯克伍德 (東開普省)
柯克伍德是南非的城鎮，位於該國東南部，由東開普省負責管轄，距離印度洋80公里，面積3.07平方公里，海拔高度約100米，2001年人口2,749，人口密度每平方公里約900人。